# Norwegische Rinne

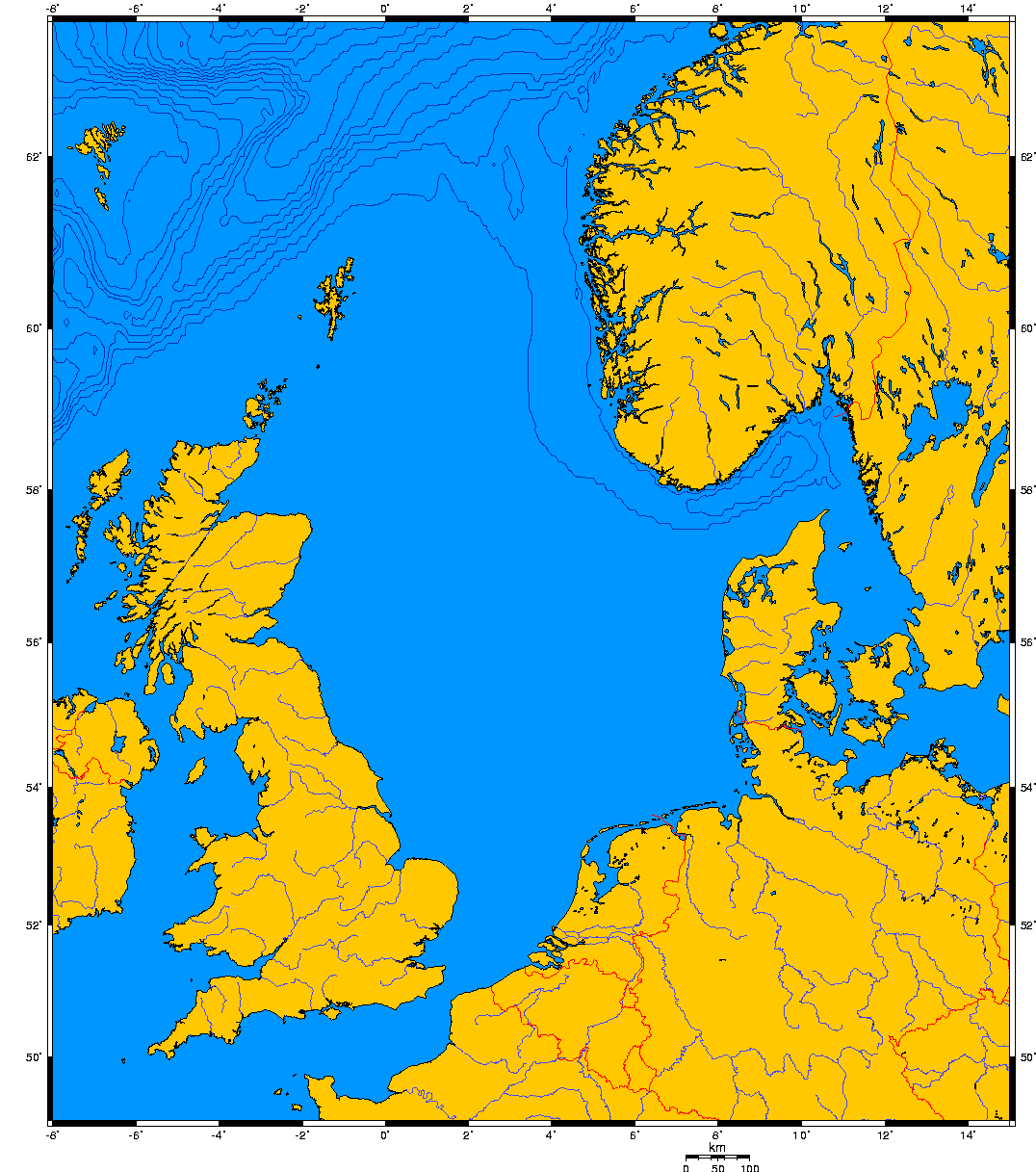
Nordseekarte mit Tiefenlinien. Die norwegische Rinne ist deutlich zu erkennen.

Die Norwegische Rinne (norwegisch: Norskerenna, dänisch: Norskerenden) ist eine Rinne in der Nordsee. Sie verläuft westlich von Norwegen und biegt südlich von Norwegen nach Osten in den Skagerrak ab. Die Rinne ist kein tektonischer Graben, sondern entstand durch wiederholte Eisströme während der letzten 1,1 Ma.
Die Rinne ist etwa 700 Kilometer lang, an ihrem nördlichen Ende am europäischen Kontinentalschelf 180 Kilometer breit und verengt sich nach Süden auf 45 Kilometer. Sie hat einen relativ gleichmäßigen Boden, der über den größten Teil des Grabens etwa 250 bis 300 Meter tief ist, sich im Norden bis 450 Meter und im Süden bis auf 700 Meter vertieft.
Die Rinne ist deutlich tiefer als die übrige Nordsee – kurz vor dem Übergang in den Skagerrak vor der Küste Arendals liegt hier mit 700 Metern auch die tiefste Stelle des Meeres. Innerhalb der Rinne fließt der Norwegische Strom, dessen Strömung warmes Wasser von der Nordsee in das Europäische Nordmeer und die Barentssee transportiert. Am Westrand der Rinne fließt eine wichtige Strömung von Atlantikwasser in die Nordsee. Die Rinne galt als bedeutendes Hindernis für den Pipelinetransport von Nordsee-Erdöl nach Norwegen. Das norwegische Ekofisk-Ölfeld wurde deshalb quer durch die halbe Nordsee mit einer Pipeline nach Deutschland an das Festland angebunden. Die Probleme konnten jedoch überwunden werden, und die neueren Frigg- und Brent-Felder führen ihr Öl über die Rinne hinweg ab. An den Kanalrändern kommen regelmäßig schwache Erdbeben vor.
Am Westrand der Rinne liegt ein Brutgebiet der Nordseemakrelen. Immer wieder stranden Pottwale an der norwegischen Küste, die sich auf ihren Nord-Süd-Wanderungen im Atlantik durch den relativ tiefen Graben in die für sie zu flache Nordsee verirren.
Erste Schätzungen zeigen, dass sich ein großer Teil der in die Nordsee eingeleiteten Schadstoffe am Südrand der Rinne absetzt und dort verbleibt.